# Novomîkilske, Kreminna
Novomîkilske (în ucraineană Новомикільське) este o comună în raionul Kreminna, regiunea Luhansk, Ucraina, formată numai din satul de reședință.

## Demografie
Componența lingvistică a comunei Novomîkilske
     Ucraineană (93,34%)
     Rusă (6,26%)
     Alte limbi (0,4%)
Conform recensământului din 2001, majoritatea populației comunei Novomîkilske era vorbitoare de ucraineană (93,34%), existând în minoritate și vorbitori de rusă (6,26%).